# Scottish Premier League 2004/05
Die Scottish Premier League wurde 2004/05 zum siebten Mal ausgetragen. Es war zudem die 108. Austragung der höchsten Fußball-Spielklasse innerhalb der Scottish Football League, in welcher der Schottische Meister ermittelt wurde. In der Saison 2004/05 traten 12 Vereine in insgesamt 38 Spieltagen gegeneinander an. Jedes Team spielte jeweils einmal zu Hause und auswärts gegen jedes andere Team in der 1. Runde. Danach wurde die Liga auf zwei Hälften geteilt, in denen die Mannschaften noch einmal gegeneinander spielen. Bei Punktgleichheit zählte die Tordifferenz.
Die Glasgow Rangers gewannen zum insgesamt 51. Mal in der Vereinsgeschichte die schottische Meisterschaft. Die Rangers qualifizierten sich als Meister für die Champions League Saison-2005/06. Vizemeister Celtic Glasgow spielte auch in der Champions League wegen der verbesserten Position von Schottland in der UEFA-Fünfjahreswertung. Der unterlegene Pokalfinalist Dundee United sowie der Drittplatzierte Hibernian Edinburgh qualifizierten sich für den UEFA-Pokal. Der FC Dundee stieg am Saisonende in die First Division ab. Mit 25 Treffern wurde John Hartson von Celtic Glasgow Torschützenkönig.

## Vereine
| Verein                       | Stadt       | Stadion            | Kapazität |
| ---------------------------- | ----------- | ------------------ | --------- |
| FC Aberdeen                  | Aberdeen    | Pittodrie Stadium  | 20.866    |
| Celtic Glasgow               | Glasgow     | Celtic Park        | 60.411    |
| FC Dundee                    | Dundee      | Dens Park          | 11.506    |
| Dundee United                | Dundee      | Tannadice Park     | 14.233    |
| Dunfermline Athletic         | Dunfermline | East End Park      | 12.509    |
| Heart of Midlothian          | Edinburgh   | Tynecastle Park    | 17.420    |
| Hibernian Edinburgh          | Edinburgh   | Easter Road        | 16.531    |
| Inverness Caledonian Thistle | Inverness   | Caledonian Stadium | 07.500    |
| FC Kilmarnock                | Kilmarnock  | Rugby Park         | 17.889    |
| FC Livingston                | Livingston  | Almondvale Stadium | 10.016    |
| FC Motherwell                | Motherwell  | Fir Park           | 13.677    |
| Glasgow Rangers              | Glasgow     | Ibrox Stadium      | 50.817    |

## 1. Runde

### Tabelle
| Pl. | Verein                           | Sp. | S  | U  | N  | Tore    | Diff. | Punkte |
| --- | -------------------------------- | --- | -- | -- | -- | ------- | ----- | ------ |
| 1.  | Celtic Glasgow (M, P)            | 33  | 27 | 2  | 4  | 077:280 | +49   | 83     |
| 2.  | Glasgow Rangers                  | 33  | 25 | 6  | 2  | 067:170 | +50   | 81     |
| 3.  | Hibernian Edinburgh              | 33  | 17 | 5  | 11 | 056:490 | +7    | 56     |
| 4.  | FC Aberdeen                      | 33  | 15 | 7  | 11 | 038:330 | +5    | 52     |
| 5.  | Heart of Midlothian              | 33  | 13 | 9  | 11 | 039:330 | +6    | 48     |
| 6.  | FC Motherwell                    | 33  | 12 | 7  | 14 | 041:410 | ±0    | 43     |
| 7.  | Inverness Caledonian Thistle (N) | 33  | 11 | 9  | 13 | 039:420 | −3    | 42     |
| 8.  | FC Kilmarnock                    | 33  | 11 | 3  | 19 | 039:530 | −14   | 36     |
| 9.  | FC Dundee                        | 33  | 8  | 7  | 18 | 034:610 | −27   | 31     |
| 10. | Dundee United                    | 33  | 6  | 10 | 17 | 036:550 | −19   | 28     |
| 11. | Dunfermline Athletic             | 33  | 6  | 9  | 18 | 028:540 | −26   | 27     |
| 12. | FC Livingston (L)                | 33  | 7  | 6  | 20 | 029:570 | −28   | 27     |

Platzierungskriterien: 1. Punkte – 2. Tordifferenz – 3. geschossene Tore

| Saison 2004/05 |

| Zum Saisonende 2003/04 |                                   |
| (M)                    | Meister des Vorjahres             |
| (P)                    | Pokalsieger des Vorjahres         |
| (L)                    | Ligapokalsieger des Vorjahres     |
| (N)                    | Aufsteiger aus der First Division |

## 2. Runde

### Meisterschafts-Play-offs
| Pl. | Verein                | Sp. | S  | U  | N  | Tore    | Diff. | Punkte |
| --- | --------------------- | --- | -- | -- | -- | ------- | ----- | ------ |
| 1.  | Glasgow Rangers       | 38  | 29 | 6  | 3  | 078:220 | +56   | 93     |
| 2.  | Celtic Glasgow (M, P) | 38  | 30 | 2  | 6  | 085:350 | +50   | 92     |
| 3.  | Hibernian Edinburgh   | 38  | 18 | 7  | 13 | 064:570 | +7    | 61     |
| 4.  | FC Aberdeen           | 38  | 18 | 7  | 13 | 044:390 | +5    | 61     |
| 5.  | Heart of Midlothian   | 38  | 13 | 11 | 14 | 043:410 | +2    | 50     |
| 6.  | FC Motherwell         | 38  | 13 | 9  | 16 | 046:490 | −3    | 48     |

| Saison 2004/05 |

| Zum Saisonende 2003/04 |                           |
| (M)                    | Meister des Vorjahres     |
| (P)                    | Pokalsieger des Vorjahres |

### Abstiegs-Play-offs
| Pl. | Verein                           | Sp. | S  | U  | N  | Tore    | Diff. | Punkte |
| --- | -------------------------------- | --- | -- | -- | -- | ------- | ----- | ------ |
| 7.  | FC Kilmarnock                    | 38  | 15 | 4  | 19 | 049:550 | −6    | 49     |
| 8.  | Inverness Caledonian Thistle (N) | 38  | 11 | 11 | 16 | 041:470 | −6    | 44     |
| 9.  | Dundee United                    | 38  | 8  | 12 | 18 | 041:590 | −18   | 36     |
| 10. | FC Livingston (L)                | 38  | 9  | 8  | 21 | 034:610 | −27   | 35     |
| 11. | Dunfermline Athletic             | 38  | 8  | 10 | 20 | 034:600 | −26   | 34     |
| 12. | FC Dundee                        | 38  | 8  | 9  | 21 | 037:710 | −34   | 33     |

| Saison 2004/05 |

| Zum Saisonende 2003/04 |                                   |
| (L)                    | Ligapokalsieger des Vorjahres     |
| (N)                    | Aufsteiger aus der First Division |

## Die Meistermannschaft der Glasgow Rangers
(Spieler mit mindestens 5 Einsätzen wurden berücksichtigt; in Klammern sind die Spiele und Tore angegeben)
| 1.              | Glasgow Rangers |
| Glasgow Rangers | - Tor: Stefan Klos (23/-), Ronald Waterreus (13/-) - Abwehr: Marvin Andrews (30/4), Michael Ball (14/-), Jean-Alain Boumsong (18/2), Surab Chisanischwili (16/-), Alan Hutton (10/-), Sotirios Kyrgiakos (15/-), Craig Moore (3/-), Maurice Ross (14/-), Steven Smith (3/-), Paolo Vanoli (5/-), Grégory Vignal (30/3) - Mittelfeld: Thomas Buffel (15/4), Chris Burke (12/-), Bojan Djordjic (4/-), Barry Ferguson (20/2), Stephen Hughes (11/2), Robert Malcolm (21/1), Dragan Mladenović (7/-), Hamed Namouchi (20/2), Alex Rae (25/1), Fernando Ricksen (38/4), Steven Thompson (24/5) - Sturm: Schota Arweladse (24/6), Peter Lövenkrands (17/3), Nacho Novo (35/19), Dado Pršo (34/18) - Trainer: Alex McLeish |

## Torschützenliste
| Platz | Spieler       | Nationalität | Club                | Tore |
| ----- | ------------- | ------------ | ------------------- | ---- |
| 1.    | John Hartson  | Wales        | Celtic Glasgow      | 25   |
| 2.    | Derek Riordan | Schottland   | Hibernian Edinburgh | 20   |
| 3.    | Nacho Novo    | Spanien      | Glasgow Rangers     | 19   |
| 4.    | Dado Pršo     | Kroatien     | Glasgow Rangers     | 18   |
| 5.    | Kris Boyd     | Schottland   | FC Kilmarnock       | 17   |

## Auszeichnungen während der Saison
| Monat          | Trainer des Monats                            | Spieler des Monats                 |
| -------------- | --------------------------------------------- | ---------------------------------- |
| August 2004    | Jimmy Calderwood (FC Aberdeen)                | Alan Thompson (Celtic Glasgow)     |
| September 2004 | Terry Butcher (FC Motherwell)                 | Scott McDonald (FC Motherwell)     |
| Oktober 2004   | John Robertson (Inverness Caledonian Thistle) | Fernando Ricksen (Glasgow Rangers) |
| November 2004  | Alex McLeish (Glasgow Rangers)                | Nacho Novo (Glasgow Rangers)       |
| Dezember 2004  | Tony Mowbray (Hibernian Edinburgh)            | Aiden McGeady (Celtic Glasgow)     |
| Januar 2005    | Martin O’Neill (Celtic Glasgow)               | Chris Sutton (Celtic Glasgow)      |
| Februar 2005   | Alex McLeish (Glasgow Rangers)                | Dado Pršo (Glasgow Rangers)        |
| März 2005      | Craig Brewster (Inverness Caledonian Thistle) | Craig Bellamy (Celtic Glasgow)     |
| April 2005     | Gordon Chisholm (Dundee United)               | Burton O’Brien (FC Livingston)     |
| Mai 2005       | Tony Mowbray (Hibernian Edinburgh)            | Dado Pršo (Glasgow Rangers)        |